# Hexatoma morula
Hexatoma morula là một loài ruồi trong họ Limoniidae. Chúng phân bố ở miền Cổ bắc.